# CAS-7B
CAS-7B, auch BP-1B oder BIT Progress-OSCAR 102 (kurz BO-102) ist ein chinesischer Amateurfunk- und Ausbildungssatellit. CAS steht für „chinesischer Amateurfunk-Satellit“.

## Entwicklung und Technik
CAS-7B wurde von der chinesischen Amateurfunksatellitengruppe, der CAMSAT (chinesische AMSAT), in Kooperation mit der Technischen Universität Peking (englisch Beijing Institute of Technology) entwickelt. Die CAMSAT leistete die Projektplanung, die Konstruktion, den Bau und die Tests und betreibt den Satelliten im Orbit. Das BIT lieferte die Satellitenumwelttests, Startunterstützung und finanzielle Unterstützung. Viele Studenten des BIT waren an dem Projekt beteiligt und lernten etwas über Satellitentechnologie und Amateurfunk.
Der Satellit basiert auf einer modifizierten CubeSat-Plattform (1.5U), verfügt über eine zusätzliche Grundplatte und einen flexiblen, aufblasbaren Folienball. Der Ball dient der Lagestabilisierung durch den Strömungswiderstand in der Thermosphäre. Der Satellit ist mit einer CW-Telemetrie-Bake und einem FM-Repeater ausgestattet. Als Antenne dienen zwei Stabantennen.
Der OSCAR-Nummern-Administrator der AMSAT Nordamerika vergab die Nummer 102 an diesen Satelliten. Der Satellit wird daher in der Amateurfunkgemeinschaft auch BIT Progress-OSCAR 102, kurz BO-102, genannt.

## Mission
Der Satellit wurde am 25. Juli 2019 auf einer Hyperbola-1-Trägerrakete vom Kosmodrom Jiuquan in China gestartet. Nach dem Start wurden der FM-Transponder und die CW-Bake aktiviert. Aufgrund der geringen Bahnhöhe verglühte CAS-7B bereits am 6. August 2019.

## Frequenzen
Folgende Frequenzen für den Satelliten mit dem Rufzeichen BI1LG wurden von der International Amateur Radio Union koordiniert:
- 145,900 MHz – Uplink FM
- 435,690 MHz – Downlink FM (Leistung 20 dBm)
- 435,715 MHz – CW Bake (Leistung 20 dBm)